# Franciszek Gil de Frederich
Św. Francesco Gil de Federich de Sans (ur. 14 grudnia 1702 w Tortosa, Tarragona w Hiszpanii, zm. 22 stycznia 1745 w Hanoi w Wietnamie) – dominikanin, misjonarz, męczennik, święty Kościoła katolickiego.

## Życiorys
Franciszek Gil de Federich wstąpił do klasztoru dominikanów w Barcelonie. Święcenia kapłańskie otrzymał 29 marca 1727 r. Wyjechał na misje na Filipiny. Spędził tam kilka miesięcy jako sekretarz prowincjała. Następnie poprosił o pozwolenie na udanie się do Wietnamu. Po otrzymaniu zgody przybył do Tonkinu w 28 sierpnia 1735 r. Pracował w wielu parafiach. Z powodu prześladowań musiał się ukrywać. Został aresztowany 3 sierpnia 1737 r., gdy kończył odprawiać mszę. Skazano go na śmierć za nauczanie religii chrześcijańskiej. Po ponad 7 latach spędzonych w więzieniu został ścięty 22 stycznia 1745 r. razem z innym dominikaninem Mateuszem Alonso de Leciniana, z którym spotkał się w więzieniu.
Dzień wspomnienia: 24 listopada w grupie 117 męczenników wietnamskich.

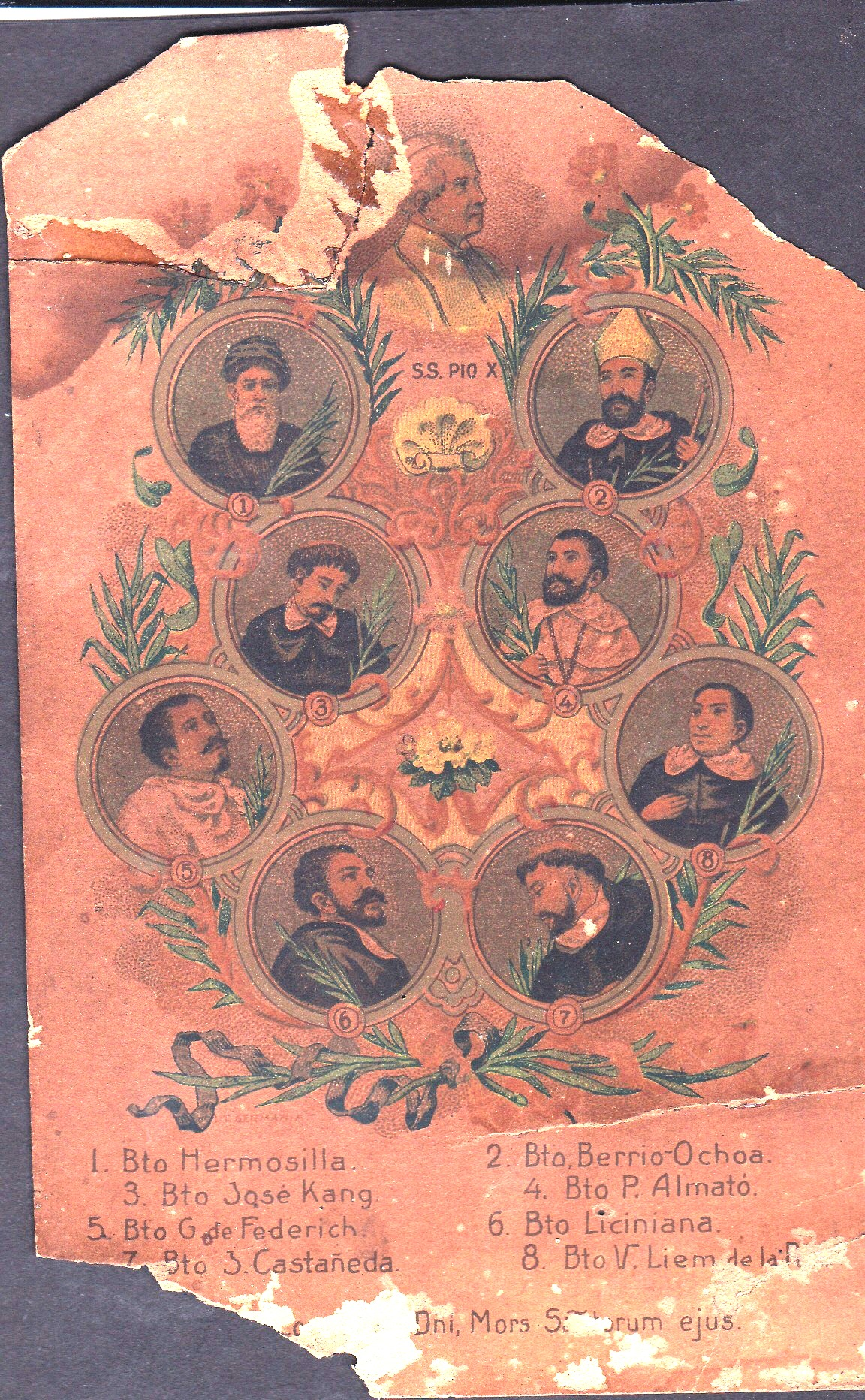
Karta upamiętniająca beatyfikację męczenników wietnamskich w 1906 r. Franciszek Gil de Frederich na miniaturze nr 5

Beatyfikowany 20 maja 1906 r. przez Piusa X. Kanonizowany przez Jana Pawła II 19 czerwca 1988 r. w grupie 117 męczenników wietnamskich.